# Oroniscus meledensis
Oroniscus meledensis är en kräftdjursart som beskrevs av Hans Strouhal1937. Oroniscus meledensis ingår i släktet Oroniscus och familjen Oniscidae. Inga underarter finns listade i Catalogue of Life.